# Мазаєв Сергій Володимирович
Сергій Володимирович Мазаєв (нар. 7 грудня 1959, Москва) — радянський і російський музикант, співак, автор пісень, актор, соліст групи «Моральний кодекс». Заслужений артист Росії (2010). Керівник продюсерської, звукозаписувальної та видавничої компанії ТОВ «Мазай коммунікейшенс».
За свідоме порушення Державного кордону України з метою проникнення в захоплений російськими окупантами Крим, незаконну концертну діяльність на території окупованого Росією Криму внесений до бази «Миротворець».
22 липня 2017 року разом із групою «Моральный кодекс» дав концерт в окупованій Ялті (Небо Beach Rest & Lounge Bar, Пляж «Ялта-Інтурист»).

## Біографія
Закінчив музичне училище імені Іпполітова-Іванова по класу кларнета, а також економічний факультет МДУ. Служив у лавах Радянської Армії (ВВІА імені Жуковського, оркестр), учасник трьох парадів на Червоній площі). У 1980-х роках працював у групі «Автограф» записавши з нею альбоми «Кам'яний Край» і «Tear Down the Border», ВІА «Музичний семестр» (МДУ), ВІА «Здравствуй, песня». З 1989 року він соліст групи «Моральний кодекс».
Художній керівник естрадного оркестру.

### Продюсування і співпраця[4]
- Bobby Blesk — bobbyblesk.ru (вже недоступний)
- Естрадний оркестр Сергія Мазаєва
- Тетяна Володимирівна Тейвас[5]
- Микола Коперник
- Стовбури
- Black Star Mafia

## Політика
На президентських виборах 2012 року був довіреною особою кандидата Володимира Путіна. У 2013 році заявив, що готовий вийти зі списку довірених осіб, якщо вступ до Загальноросійського народного фронту буде обов'язковою умовою роботи з главою держави. Артист аргументував це рішення тим, що не хоче брати участь в організації, яка у своїй назві має слово «фронт».
У ході президентських виборів 2018 року знову став довіреною особою Володимира Путіна.

## Особисте життя
- Дружина — Галина Мазаєва, закінчила ГІТІС: історія, критика, працює журналістом (GQ), редактор.
  - Син Ілля Мазаєв (від першого шлюбу) закінчив МДУ, працював у науково-дослідному інституті, але у 2006 році він став науковим співробітником в інституті економіки перехідного періоду при Академії народного господарства, у вільний час грає у групі «Rates of exchange»[8].
  - Донька Ганна Мазаєва (старша донька від шлюбу Сергія і Галини)
  - Син Петро Мазаєв (нар. 20 травня 2009 року)[9][10]

## Фільмографія

### Ролі в кіно
- 1979 — Місце зустрічі змінити не можна — саксофоніст в ресторані «Асторія» та у кінотеатрі
- 1995 — Старі пісні про головне — тваринник
- 1996 — Старі пісні про головне 2 — Сергій
- 1997 — Новітні пригоди Буратіно — Базіліо
- 1997 — Старі пісні про головне 3 — хокеїст
- 2001 — Квітень — Фелікс Павлович
- 2002 — Копійка — автослюсар Бубука
- 2007 — Карнавальна ніч-2, або 50 років потому — Саня Тагансько-Краснопресненський, блатний співак
- 2007 — Відкрийте, Дід Мороз! — колишній чоловік Жені
- 2008 — День радіо — Сергій Мазаєв
- 2009 — Залюднений острів: Фільм перший — Пухир
- 2010 — Тріск — В. І. Ленін
- 2012 — Мексиканський вояж Степанича — психотерапевт

### Озвучування
- 1993 — Кошмар перед Різдвом — Санта-Клаус
- 2000 — Нові бременські — Пес

### Музика і пісні в кіно і серіалах
- 1999 — «8 ½ доларів» (пісня «До побачення, мама»)
- 2000 — «Кордон. Тайговий роман» (серіал) (пісня «Я тебе нікому не віддам»)
- 2000 — «24 години» (пісні «Листоноші», «Алмази і діаманти»)
- 2002 — «Копійка» (пісня «Я люблю тебе до сліз»)
- 2004 — «Посилка з Марса» (пісні «Посилка з Марса», «Координати любові»)
- 2006 — «Карнавальна ніч-2, або П'ятдесят років потому»
- 2007 — «Біжить по хвилях»
- 2009 — «Серце капітана Немова» (серіал)

## Дискографія

### Альбоми та пісні
1. Взяв участь у всіх релізах групи «Моральний кодекс».
2. У складі групи Автограф:
  - 1989 — «Кам'яний край»
  - 1991 — «Tear Down the Border»
  - 2005 — «25 років потому» (концертний альбом, виконав частину композицій)
3. Як запрошений гість:
  - 2004 — триб'ют-альбом групи «Браво» — «Зоряний каталог». Виконав вокальну партію в пісні «Країна кольорів»
  - 2005 — «25 років потому» (концертний альбом, виконав частину композицій). У складі групи Автограф виконав саксофонні партії і був вокалістом у завершальній пісні.
  - 2010 — Концертний альбом Гаріка Сукачова «5:0 на мою користь». Виконав духові партії в частині композицій.
  - 2015 — Альбом музичного проєкту Кирила Немоляєва Forces United «IV». Виконав вокальну партію в пісні «Stars»[11][12].

### Концертні відео
Як запрошений гість:
- 2004 — В ювілейному концерті групи «Браво» — «Браво-20» в Кремлі. Виконав вокальну партію в пісні «Країна кольорів».
- 2005 — «25 років потому» (концертний альбом, виконав частину композицій). У складі групи Автограф виконав саксофонні партії і був вокалістом у завершальній пісні.
- 2010 — Концертний альбом Гаріка Сукачова «5:0 на мою користь». Виконав духові партії в частині композицій.

### Пісні
1. Виконав всі пісні групи «Моральний кодекс»;
2. У 2013 році разом із Тіматі і репером L'One виконав пісню «GQ».

### Кліпи
1. Взяв участь у всіх кліпах групи «Моральний кодекс».
2. У 2013 році разом із репером L'One знявся в кліпі Тіматі «GQ».